# Letiště Cam Ranh
Letiště Cam Ranh (vietnamsky: Cảng hàng không quốc tế Cam Ranh, Sân bay quốc tế Cam Ranh) leží u Cam Ranh Bay v jižním Vietnamu a nachází se 35 km jižně od města Nha Trang.